# Гончаровское сельское поселение (Волгоградская область)
Гончаро́вское се́льское посе́ление — муниципальное образование в составе Палласовского района Волгоградской области.
Административный центр — посёлок Золотари.

## История
Гончаровское сельское поселение образовано 30 декабря 2004 года в соответствии с Законом Волгоградской области № 982-ОД.

## Население
| 2010  | 2012  | 2013  | 2014  | 2015  | 2016  | 2017  |
| ----- | ----- | ----- | ----- | ----- | ----- | ----- |
| 1885  | ↘1868 | ↘1825 | ↘1817 | ↘1786 | ↘1745 | ↘1701 |
| 2018  | 2019  | 2020  | 2021  |       |       |       |
| ↘1666 | ↘1590 | ↘1568 | ↘1528 |       |       |       |

## Состав сельского поселения
| № | Населённый пункт | Тип населённого пункта          | Население |
| - | ---------------- | ------------------------------- | --------- |
| 1 | Гончары          | хутор                           | ↘129      |
| 2 | Ершов            | хутор                           | 100       |
| 3 | Золотари         | посёлок, административный центр | 1394      |
| 4 | Кобзев           | хутор                           | 116       |
| 5 | Романенко        | хутор                           | 32        |
| 6 | Сапунков         | хутор                           | 100       |
| 7 | Чернышев         | хутор                           | 14        |